# 方略馆
方略馆，为清朝特设的修史机构之一，每遇重大战事结束，由军机大臣负责对战役中形成的各类档案加以剪裁，以时序进行编纂，呈现出战役的完整过程，修成带有纪事本末体特征的方略或纪略，如《平定三逆方略》、《安南紀略》、《亲征平定朔漠方略》等。方略馆从乾隆三十一年（1766）到宣统元年（1909）共10200余件（册）档案现由中国第一历史档案馆保管。

## 简介
清朝自康熙二十一年谕纂《平定三逆方略》开始编纂方略。方略馆正是为编纂各种方略而设。
方略馆的馆址直到乾隆十四年纂修《平定金川方略》时才定下。《钦定日下旧闻考》载，“方略馆在武英殿垣后。”《清宫述闻正编》载，“武英殿之北为方略馆，再折而北东向者，为回子学、缅子学。”《枢曹追忆》载，“方略馆在隆宗门外之南，咸安宫之左。本处大库在焉。”文中的“本处”指“军机处”。
《重修枢垣纪略》载，“方略馆在隆宗门外咸安宫之左。凡本处档案皆藏库中。总裁无定员，以军机大臣领之。每次军功告蒇及遇有政事之大者，皆奏奉谕旨，纪其始末，纂辑成书，或曰方略，或曰纪略，随时奏请钦定。亦有他书奉旨交辑者。”文中的“本处”指“军机处”。《重修枢垣纪略》还载，彭蕴章有《方略馆谒留侯祠》诗。上文提到的方略以外的其他书奉旨交方略馆辑者，例如《清高宗实录》载，乾隆二十六年六月谕曰：“刘统勋、何国宗所办《皇舆西域图志》，著交与军机处方略馆办理。”
《圣武记》载，方略馆编纂的方略，直到乾隆时期方才体例明备。《归朴龛丛稿·平定回疆颂序》载，方略纂成，在武英殿鋟版。《切问斋集》载，“各馆纂修，专任一书，独方略馆以枢臣总领，于事无所不当问，馆书无不汇集。”例如《清穆宗实录》载，同治七年十一月谕内阁：“粤捻各逆，次第荡平，著照礼部所请编纂方略，即派军机大臣恭亲王、文祥、宝鋆、沈桂芬、李鸿藻充方略馆总裁，督饬提调、总纂等详慎分编。”恭亲王奕訢《敬记》诗注，同治七年，恭亲王奕訢奉命充方略馆总裁，纂辑《剿平粤匪方略》、《剿平捻匪方略》。
光绪《顺天府志·方略馆》注曰：“馆为军机章京纂辑方略及值宿之所。”《潘氏东华续录》载，“方略馆直宿章京佩带请印金牌。”《翁文恭日记》载，“军机大臣候朝，或饭或卧憩，俱在方略馆。”《枢垣纪略》载，“军机处满汉章京散直后，在城中则退食于方略馆。”《枢曹追忆》载，“军机章京直班者，退食于方略馆之宿舍。宿舍三间，中一间为饭厅，东西屋为二人之卧室。官厨例饭，几难下箸。”
《内务府奏销档》载，“同治二年九月，方略馆小库书籍被窃去三十余本，经东华门盘获追回。”
方略馆于宣统三年（1911）被撤。民国三年（1913年）时任国务院总理孙宝琦向民国大总统袁世凯奏请移存方略馆保管之军机处档案至国务院。民国十五年（1926年）由故宫博物院图书分馆接收其藏书，馆藏移至景山西大高殿。
方略馆的原有建筑现已无存。

## 歷朝方略
康熙朝
- 《欽定平定三逆方略》六十卷
- 《欽定平定朔漠方略》四十八卷

乾隆朝
- 《欽定平定金川方略》三十二卷
- 《欽定平定準噶爾方略》一百七十二卷
- 《臨清紀略》十六卷
- 《欽定平定兩金川方略》一百五十二卷
- 《蘭州紀略》二十卷
- 《五峰堡紀略》二十卷
- 《台灣紀略》七十卷
- 《安南紀略》三十二卷
- 《廓爾喀紀略》五十四卷
- 《巴布勒紀略》二十六卷

嘉慶朝
- 《欽定平定苗匪紀略》五十二卷
- 《欽定剿平三省邪匪方略》四百八卷
- 《欽定平定教匪紀略》四十二卷

道光朝
- 《欽定平定回疆剿平逆裔方略》八十六卷

同治朝
- 《欽定剿平粵匪方略》四百二十卷
- 《欽定平定捻匪方略》三百二十卷

光緒朝
- 《欽定平定陝甘新疆回匪方略》三百二十卷
- 《欽定平定雲南回匪方略》五十卷
- 《欽定平定貴州苗匪紀略》四十卷